# Merl Saunders
Merl Saunders (eigentlich Merl Washington, * 14. Februar 1934 in San Mateo, Kalifornien; † 24. Oktober 2008 in San Francisco) war ein US-amerikanischer Organist.
Er wuchs in San Francisco in unmittelbarer Nähe des Haight-/Ashbury-Viertels auf. Seine musikalischen Wurzeln liegen im Jazz und Rock. Er arbeitete mit Harry Belafonte, Lionel Hampton, Miles Davis, B. B. King, Paul Butterfield, Mike Bloomfield, Papa John Creach, Bonnie Raitt und Jerry García zusammen. Mit Letztgenanntem verband ihn eine langjährige Freundschaft, aus der seit 1969 diverse Veröffentlichungen entsprangen. Trotz seiner engen Verbundenheit zu Grateful Dead trat er lediglich dreimal mit der Band zusammen auf. Seit Ende der 1980er Jahre engagierte Saunders sich verstärkt umweltpolitisch.

## Diskographie
- 1968 Soul Grooving by Merl Saunders Trio And Big Band
- 1972 Heavy Turbulence by Merl Saunders
- 1973 Fire Up by Merl Saunders
- 1973 Live At The Keystones by Merl Saunders, J. Garcia, J. Kahn & B. Vitt
- 1974 Merl Saunders by Merl Saunders
- 1976 You Can Leave Your Hat On by Merl Saunders and Aunt Monk
- 1979 Do I Move You by Merl Saunders
- 1982 San Francisco After Dark by Merl Saunders
- 1986 With His Funky Friends by Merl Saunders
- 1988 Meridian Dreams by Merl Saunders
- 1988 Keystones Encores Vol 1 & 2 by Merl Saunders, J. Garcia, J. Kahn & B. Vitt
- 1988 Live At The Keystones Vol 1 & 2 by Merl Saunders, J. Garcia, J. Kahn & B. Vitt
- 1990 Blues From The Rainforest by Merl Saunders
- 1991 Save The Planet So We’ll Have Some Place To Boogie by Merl Saunders
- 1992 Fire Up Plus by Merl Saunders
- 1993 It’s In The Air by Merl Saunders
- 1995 Still Having Fun by Merl Saunders
- 1997 Keepers by Merl Saunders
- 1998 Fiesta Amazonica by Merl Saunders
- 2000 Struggling Man by Merl Saunders